# Podbanské
Podbanské (940 m) est le hameau le plus occidental de la chaîne des Hautes Tatras. Fondé au XVe siècle pour l'exploitation minière, il fut occupé par des bergers au XVIIe siècle avant de se convertir au tourisme à partir de la fin du XIXe siècle.
Il fait partie du territoire de la commune de Štrba, dans la région de Prešov, dans le nord de la Slovaquie.